# Станция (хутор)
Станция — упразднённый хутор в Мостовским районе Краснодарского края России. На момент упразднения входил в состав Краснокутского сельского округа. В 2002 году включен в состав хутора Северный и исключен из учётных данных.

## География
Располагался на левом берегу реки Большой Чохрак, ныне предсиавляет собой улицу Чапаева хутора Северный.

## История
По данным на 1925 год хутор Станциля состоял из 64 хозяйств. В административном отношении входил в состав Костромского сельсовета Мостовского района Майкопского округа Северо-Кавказского края.
Постановлением заксобрания Краснодарского края от 24.04.2002 года № 1474-П хутора Северный и Станция Краснокутского сельского округа объединены в хутор с наименованием «Северный»; хутор станция исключен из учётных данных.

## Население
По данным на 1925 год на хуторе проживало 277 человек, в том числе 130 мужчин и 147 женщин.
По данным на 1999 год хутор состоял из 75 хозяйств, в нём проживало 164 человека.